# 弗羅斯特鎮區 (密歇根州)
弗羅斯特鎮區（英語：Frost Township）是位於美國密歇根州克萊爾縣的一個行政鎮區。

## 地方資料
弗羅斯特鎮區的面積為92.00平方千米，當中陸地面積為90.50平方千米，而水域面積為1.50平方千米。根據2020年美國人口普查的數據，當地共有人口1038人，而人口密度為每平方千米11.28人。